# Rothschönberg
Rothschönberg ist ein Ortsteil der sächsischen Gemeinde Klipphausen im Landkreis Meißen.

## Geographie

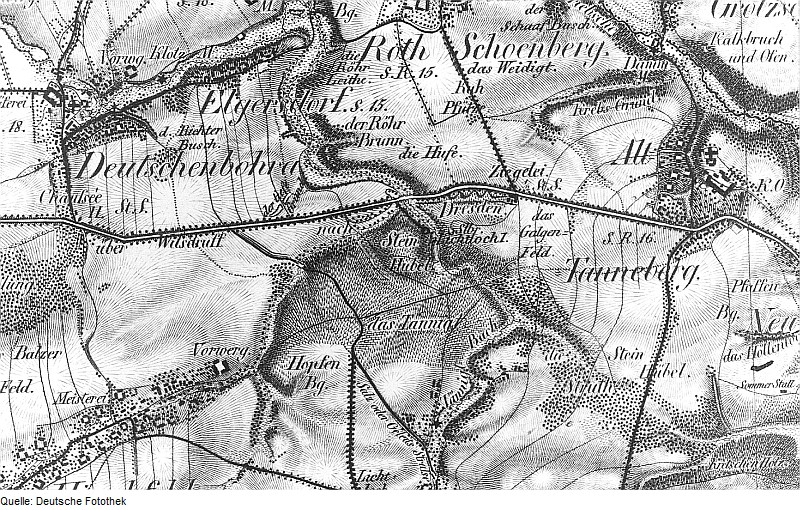
Rothschönberg und Umgebung im Oberreit’schen Atlas

Rothschönberg befindet sich im Südwesten des Klipphausener Gemeindegebietes auf 213 m ü. NN. Der Ort liegt etwa zehn Kilometer südwestlich der Kreisstadt Meißen und rund sechs Kilometer östlich der Stadt Nossen zwischen dem Tännichtbach und der Triebisch. Nordöstlich des Ortskerns mündet der Tännichtbach in die Triebisch, die dann in Meißen in die Elbe entwässert. Rothschönberg liegt damit am rechten Hang des Tännichtbachtales und am linken Hang des Triebischtales. In die Triebisch münden in der Umgebung Rothschönbergs mehrere kleine Bäche (zum Beispiel der Wunschwitzer Bach), die von den höher gelegenen Orten der Umgebung kommen. Etwa einen Kilometer südöstlich von Rothschönberg liegt der als Tanneberger Loch bekannte Talabschnitt der Triebisch. Der Rothschönberger Stolln ist nach dem Ort benannt, da in dessen Nähe die beiden Mundlöcher liegen.
Dem Verlauf des Tännichtbaches und der Triebisch folgt die Talstraße, die Rothschönberg als sächsische Staatsstraße 83 mit Deutschenbora (zu Nossen) und Munzig verbindet. Weitere Straßen kommen aus Richtung Tanneberg, Kottewitz und Perne nach Rothschönberg. Südlich von Rothschönberg führt die Bundesautobahn 4 (Frankfurt–Görlitz) über die Tännichtbachtalbrücke. Bei Nossen hat sie die als Autobahndreieck Nossen bekannte Kreuzung mit der Bundesautobahn 14. Über Nossen besteht auch die nächste Anschlussstelle an die Autobahn.
Rothschönberg bildet eine eigene Gemarkung, die in ihren Abmessungen denen der 1973 aufgelösten Gemeinde Rothschönberg gleicht. Sie grenzt im Nordwesten an Mahlitzsch und Mergenthal. Im Norden benachbart ist Kottewitz, im Nordosten grenzt Munzig an Rothschönberg. Die östliche Gemarkungsgrenze bildet der Ort mit Groitzsch, südöstlich benachbart liegt Tanneberg. Im Südwesten hat Rothschönberg eine gemeinsame Grenze mit Neukirchen, westlich der Gemarkung liegen Elgersdorf und Deutschenbora.
Rothschönberg ist Teil der Klipphausener Ortschaft Tanneberg, die die Orte zusammen mit Burkhardswalde, Groitzsch, Perne und Schmiedewalde bilden. Der Ortschaftsrat hat sechs Mitglieder, Vorsitzender ist der Ortsvorsteher.

## Geschichte
| Jahr        | Einwohner |
| ----------- | --------- |
| 1834        | 317       |
| 1871        | 405       |
| 1890        | 358       |
| 1910        | 375       |
| 1925        | 454       |
| 1939        | 450       |
| 1946        | 597       |
| 1950        | 606       |
| 1964        | 580       |
| → Tanneberg |           |

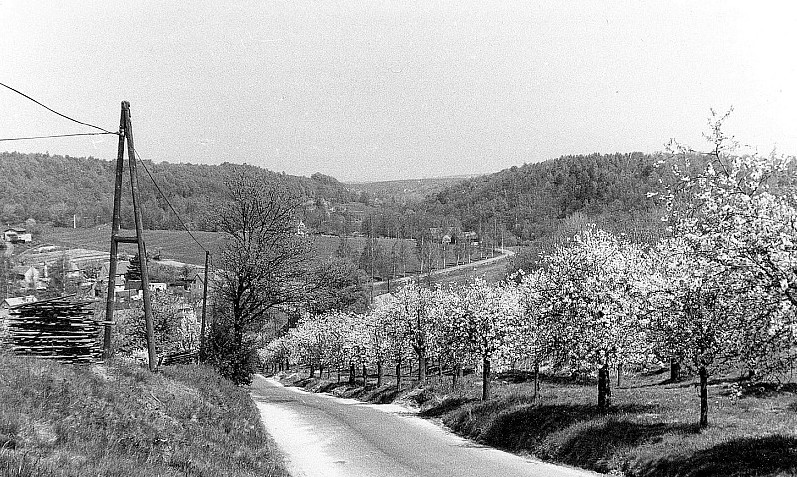
Ortsansicht 1982

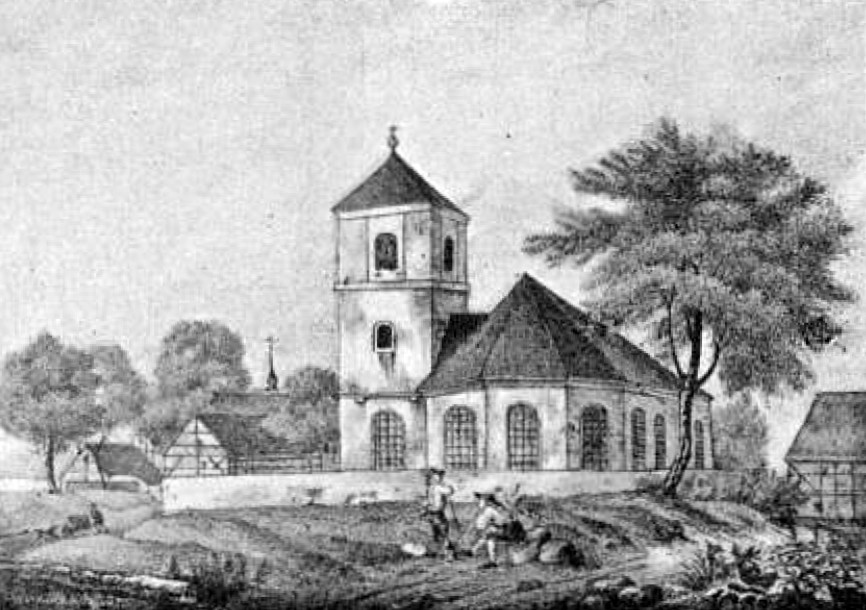
Kirche um 1840

Der Ort erhielt seinen Namen von der Familie von Schönberg. Rothschönberg kam als Ortsbezeichnung im 17. Jahrhundert auf und wurde 1838 zur amtlichen Schreibung. Das alte Adelsgeschlecht hatte hier einen Wohnsitz, den seine Vertreter über Jahrhunderte hinweg zu einem großen Herrenhaus ausbauten. Die Ursprünge der Familie reichen bis in die Zeit der deutschen Ostexpansion im 11. und 12. Jahrhundert zurück. Als Rittersitz wird der Hof Schönberg urkundlich erstmals 1392 erwähnt. Bereits im Jahre 1254 wurde ein Tuto de Sconenberch genannt, der im Herrenhaus ansässig war. Im 15. Jahrhundert wird zudem ein Vorwerk in Schonberg erwähnt. Ein Rittergut wird dann im 16. Jahrhundert erwähnt, es übte auch die Grundherrschaft über die hörigen Bauern aus. In der Frühen Neuzeit wurde Rothschönberg von Meißen aus verwaltet. So gehörte der Ort Ende des 17. Jahrhunderts bereits zum Erbamt Meißen, folgend dann in der Mitte des 19. Jahrhunderts zum Amt Meißen und ab 1856 zum Gerichtsamt Wilsdruff. Ab dem Jahr 1875 oblag die Verwaltung dann der Amtshauptmannschaft Meißen. Bevor Rothschönberg 1838 durch die Sächsische Landgemeindeordnung Eigenständigkeit als Landgemeinde erhielt, war der Ort durch das Lehnswesen geprägt. Das Rittergut war 1551 Grundherr über 4 besessene Mann, 13 Häusler und 21 Inwohner. Im Jahre 1764 lebten 1 besessener Mann und 40 Häusler im Dorf, sie bewirtschafteten 6 Hufen je 6 Scheffel.
Mit dem bereits früher eingemeindeten Ortsteil Perne hatte die Gemeinde im Jahr 1900 eine Gutsblockflur von 505 Hektar. Das Dorf selbst war eine Gutssiedlung, teilweise mit Gassengruppen. Die Flur wurde landwirtschaftlich, vor allem für den Ackerbau, genutzt. Die günstige Lage an zwei Flüssen führte zur Errichtung mehrerer Mühlen in Rothschönberg, beispielsweise der Bley-, Wetzel- und der Dorfmühle. Der überwiegende Anteil der Bevölkerung Rothschönbergs war nach der Reformation evangelisch-lutherischer Konfession. Im Jahr 1925 waren 347 von 454 Einwohnern Anhänger dieses Glaubens. Sie gingen in die erstmals 1539 erwähnte evangelische Rothschönberger Pfarrkirche, in die auch Perne eingepfarrt war. Seit 1926 ist die Rothschönberger Kirche als Filialkirche Teil der Kirchgemeinde Deutschenbora-Rothschönberg. Sachsen kam nach dem Zweiten Weltkrieg in die Sowjetische Besatzungszone und später zur DDR. Das bäuerliche Leben in Rothschönberg wurde sukzessive nach dem Prinzip der Landwirtschaft in der DDR ausgerichtet. Die historisch gewachsene Zugehörigkeit zu Meißen blieb auch nach der Gebietsreform 1952 erhalten, die Rothschönberg mit Perne dem Kreis Meißen im Bezirk Dresden zuordnete. Am 1. Januar 1973 endete Rothschönbergs Eigenständigkeit mit der Eingemeindung nach Tanneberg.
Die nach der Deutschen Wiedervereinigung für die sächsische Landesregierung zu kleine Gemeinde Tanneberg wurde zum 1. Januar 1999 mit ihren Ortsteilen nach Triebischtal eingegliedert. Gemeinsam mit den Ortsteilen Perne und Tanneberg bildete Rothschönberg eine Ortschaft innerhalb der Gemeinde. Bereits zuvor hatte eine Kreisreform den Zuschnitt des Landkreises Meißen vergrößert, dies geschah 2008 erneut. Durch die Eingemeindung von Triebischtal am 1. Juli 2012 wurde Rothschönberg ein Ortsteil der Gemeinde Klipphausen, auch die Ortschaft wurde um einige Orte erweitert.
Die Einwohnerzahl Rothschönbergs stieg von 1834 bis zum Jahr 1950 kontinuierlich auf den ermittelten Höchststand von 606 Einwohnern. In den folgenden Jahrzehnten sank sie wie in der gesamten DDR wieder. Der Ort Rothschönberg hatte am 31. Dezember 2006 262 Einwohner, fünf Jahre später waren es noch 240.

## Kultur und Sehenswürdigkeiten

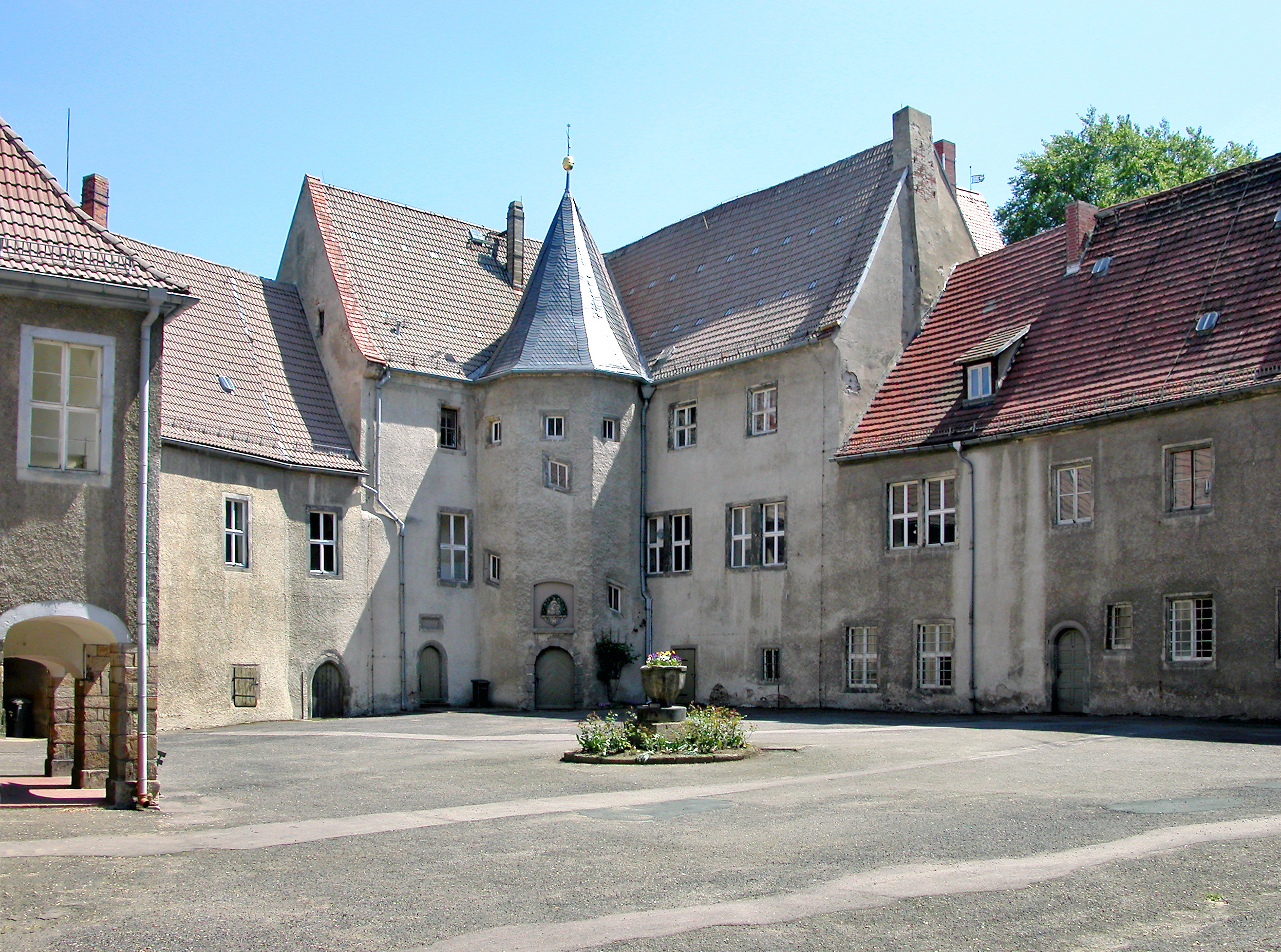
Schloss Rothschönberg

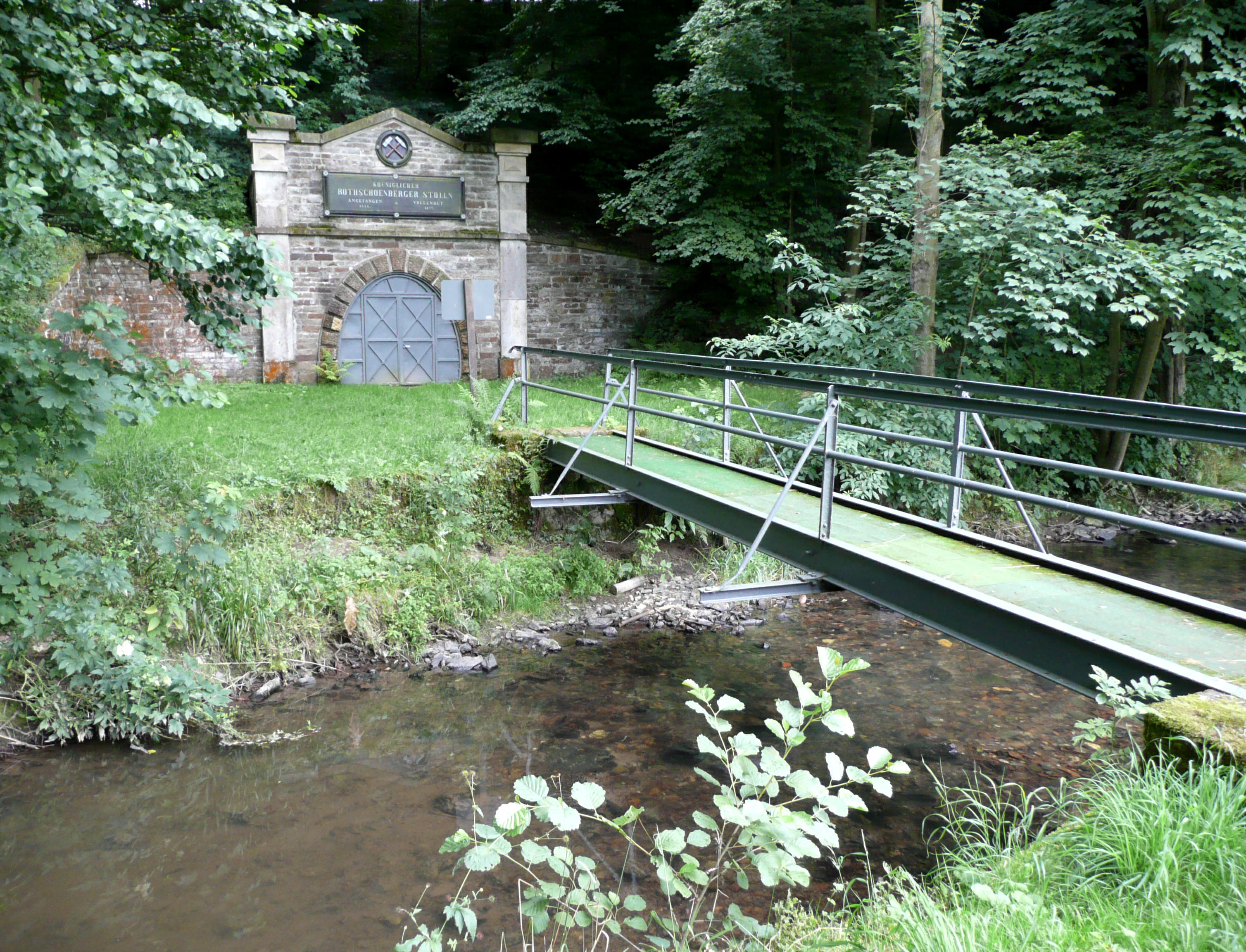
Hauptmundloch des Rothschönberger Stollns

Das Rittergut befand sich seit etwa 1250 bis zur Enteignung im Jahr 1945 im Besitz der Familie von Schönberg. Schloss Rothschönberg ist eine unregelmäßige Vierseitenanlage mit Bauteilen der Spätgotik und der Renaissance. Vorgelagert sind ein Garten, eine Lindenallee mit Pavillon und der Schlosspark. Das heutige Schloss entstand, wie eine Tafel über dem Tor besagt, hauptsächlich zwischen 1651 und 1659, ist im Besitz der Kommune und steht derzeit (2014) zum Verkauf.
Der Rothschönberger Stolln ist ein Wasserlösungsstollen des Brander und Freiberger Bergreviers und Kandidaturstätte für das Welterbeprojekt Montanregion Erzgebirge.
Die Rothschönberger Kirche wurde zwar erst 1539 ersterwähnt, es wird aber davon ausgegangen, dass der Ort schon seit dem 13. Jahrhundert eine Kirche hat. Im Altarraum der Kirche stehen Grabsteine derer von Schönberg, die ältesten datieren aus dem 16. und 17. Jahrhundert, der jüngste stammt aus dem 19. Jahrhundert. Die 1907 erbaute Kirchenorgel hat 13 Register auf zwei Manualen und Pedal. Es handelt sich um eine pneumatische Orgel, die von der Orgelbaufirma Euler aus Bautzen kommt. Nach gravierenden Zerstörungen nach dem Zweiten Weltkrieg wurde die Kirche in den 1970er Jahren restauriert, sie steht heute unter Denkmalschutz.
Daneben sind noch mehrere Gebäude im Ort als Kulturdenkmal geschützt (siehe Liste der Kulturdenkmale in Rothschönberg).

## Persönlichkeiten
- Magdalena Isabella von Polenz, hier geboren am 29. August 1698
- Ernst Emil Horst (1843–1917), Pächter des Rittergutes
- Carl Paul (1857–1927), von 1884 bis 1887 Pfarrer in Rothschönberg

## Verkehr
Die nächste Bahnstrecke ist die Bahnstrecke Borsdorf–Coswig mit den Bahnhöfen Deutschenbora und Miltitz-Roitzschen.